# Course en ligne masculine aux championnats du monde de cyclisme sur route 2023
La course en ligne masculine aux championnats du monde de cyclisme sur route 2023 a lieu le dimanche 6 août 2023 entre Édimbourg et Glasgow, au Royaume-Uni sur une distance de 271,1 kilomètres. Contrairement à la tradition, la course n'est pas la compétition finale des mondiaux, mais se déroule le deuxième jour.

## Parcours
La course s'élance de Holyrood Park à Édimbourg pour un parcours total de 271,1 kilomètres, en direction de Fife via le Nouveau pont du Forth. Les coureurs se dirigent ensuite le long du Firth of Forth avant de traverser à nouveau l'estuaire au niveau du Pont du Clackmannanshire dans la zone du conseil de Falkirk. Après avoir traversé Falkirk, Bonnybridge, Denny et Fintry, les coureurs gravissent la Crow Road, une montée de 5.7 kilomètres avec une pente moyenne de 4,2 %. Ensuite, les coureurs descendent à Glasgow via Lennoxtown, Milton of Campsie et Bearsden, entrant dans le circuit final à Byres Road après 119,8 kilomètres. Dix tours complets du circuit sont au programme avant l'arrivée de la course, après 3570 mètres de dénivelé total.
Le circuit est long de 14,3 kilomètres et comprend une montée raide de 200 mètres avec une pente moyenne de près de 10 %, ainsi que de nombreuses parties techniques (42 virages par tour) et du mobilier urbain.

## Favoris
Les principaux favoris annoncés sont les Belges Remco Evenepoel (tenant du titre), Wout van Aert et Jasper Philipsen, le Slovène Tadej Pogačar, le Néerlandais Mathieu van der Poel, l'Américain Neilson Powless, l'Australien Michael Matthews, ainsi que le Danois Mads Pedersen. Les autres coureurs cités sont le Britannique Fred Wright, les Français Julian Alaphilippe et Christophe Laporte, l'Italien Alberto Bettiol, les Néerlandais Dylan van Baarle et Olav Kooij, le Suisse Marc Hirschi, l'Allemand Nils Politt, l'Irlandais Ben Healy, le Canadien Derek Gee, le Norvégien Alexander Kristoff, ainsi que le Polonais Michał Kwiatkowski,.
Les principaux absents sont Jonas Vingegaard, Tom Pidcock, Primož Roglič, Matej Mohorič et Biniam Girmay.

## Récit de la course
Une échappée de neuf hommes se forme en début de course. Elle est composée de l'Autrichien Patrick Gamper, de l'Irlandais Rory Townsend, du Néo-Zélandais Ryan Christensen, du Letton Krists Neilands, du Tchèque Petr Kelemen, du Britannique Owain Doull, de l'Australien Matthew Dinham, du Colombien Harold Tejada et de l'Américain Kevin Vermaerke. Ces neuf fuyards vont compter jusqu'à sept minutes d'avance sur le peloton. Mais leur avantage décroît régulièrement et, à 100 km de l'arrivée alors qu'il reste sept tours de circuit à accomplir,  l'écart sur le peloton n'est plus que d'une minute et quinze secondes. Ensuite, ce groupe de tête se réduit et le dernier des échappés à être repris est Kevin Vermaerke, à 72,5 km de l'arrivée par un groupe de six hommes composé du Néerlandais Mathieu van der Poel, du Belge Wout van Aert, du Danois Mads Pedersen, du Slovène Tadej Pogačar, de l'Italien Alberto Bettiol et de Matthew Dinham, autre rescapé de l'échappée matinale. Mais à 70 km du terme, un regroupement s'opère et un groupe de tête d'une petite trentaine de coureurs mène la course. Ensuite, plusieurs attaques (Remco Evenepoel, van Aert, Pedersen), ont lieu mais aucune ne réussit à distancer le groupe des favoris dont le nombre se réduit au fil des kilomètres.
À 55,5 km de l'arrivée, Bettiol place à son tour un démarrage et, cette fois, réussit à prendre un avantage sur ses poursuivants qui culmine à quarante secondes à trois tours de la fin. À 43,5 km du terme, la chute sous la pluie de l'Équatorien Jhonatan Narváez, présent à la sixième place dans le groupe de chasse derrière Bettiol, contribue à scinder ce groupe en deux parties dont la première se compose de Tiesj Benoot, van Aert, van der Poel, Pedersen et Pogačar. À 22,5 km du but, alors que Bettiol est sur le point d'être repris, Mathieu van der Poel place une attaque tranchante en côte, dépasse Bettiol et lâche van Aert, Pogačar et Pedersen qui étaient encore les seuls à l'accompagner. Le Néerlandais creuse rapidement un écart sur van Aert, Pogačar et Pedersen. Malgré une glissade sur le sol mouillé entrainant une chute à 16,5 km de l'arrivée, Mathieu van der Poel continue d'augmenter son avance et franchit la ligne d'arrivée en vainqueur. Derrière le Néerlandais, Wout van Aert distance Pogačar et Pedersen dans le dernier kilomètre et s'empare de la deuxième place.

## Classement
| \| Classement général \| Classement général \| Classement général \| Classement général \| Classement général \| \| Coureur \| Coureur \| Pays \| Équipe \| Temps \| \| ------------------ \| -------------------- \| ------------------ \| ------------------ \| ------------------ \| \| 1er \| Mathieu van der Poel \| Pays-Bas \| Pays-Bas \| 6 h 07 min 27 s \| \| 2e \| Wout van Aert \| Belgique \| Belgique \| + 1 min 37 s \| \| 3e \| Tadej Pogačar \| Slovénie \| Slovénie \| + 1 min 45 s \| \| 4e \| Mads Pedersen \| Danemark \| Danemark \| + 1 min 45 s \| \| 5e \| Stefan Küng \| Suisse \| Suisse \| + 3 min 48 s \| \| 6e \| Jasper Stuyven \| Belgique \| Belgique \| + 3 min 48 s \| \| 7e \| Matthew Dinham \| Australie \| Australie \| + 3 min 48 s \| \| 8e \| Toms Skujiņš \| Lettonie \| Lettonie \| + 3 min 48 s \| \| 9e \| Tiesj Benoot \| Belgique \| Belgique \| + 3 min 48 s \| \| 10e \| Alberto Bettiol \| Italie \| Italie \| + 4 min 03 s \| \| 11e \| Neilson Powless \| États-Unis \| États-Unis \| + 4 min 20 s \| \| 12e \| Dylan van Baarle \| Pays-Bas \| Pays-Bas \| + 4 min 24 s \| \| 13e \| Mauro Schmid \| Suisse \| Suisse \| + 5 min 50 s \| \| 14e \| Mattias Skjelmose \| Danemark \| Danemark \| + 6 min 22 s \| \| 15e \| Valentin Madouas \| France \| France \| + 7 min 53 s \| \| 16e \| John Degenkolb \| Allemagne \| Allemagne \| + 8 min 30 s \| \| 17e \| Rasmus Tiller \| Norvège \| Norvège \| + 8 min 30 s \| \| 18e \| Owain Doull \| Royaume-Uni \| Grande-Bretagne \| + 8 min 30 s \| \| 19e \| Alex Aranburu \| Espagne \| Espagne \| + 8 min 30 s \| \| 20e \| Kevin Vermaerke \| États-Unis \| États-Unis \| + 8 min 30 s \| \| 21e \| Simon Clarke \| Australie \| Australie \| + 8 min 30 s \| \| 22e \| Patrick Gamper \| Autriche \| Autriche \| + 8 min 30 s \| \| 23e \| Krists Neilands \| Lettonie \| Lettonie \| + 8 min 55 s \| \| 24e \| Petr Kelemen \| Tchéquie \| Tchéquie \| + 10 min 01 s \| \| 25e \| Remco Evenepoel \| Belgique \| Belgique \| + 10 min 10 s \| |                      |             |                 |                 |
| |                      |             |                 |                 |
| Source : ProCyclingStats |                      |             |                 |                 |
| Classement général |                      |             |                 |                 |
| Coureur | Coureur              | Pays        | Équipe          | Temps           |
| 1er | Mathieu van der Poel | Pays-Bas    | Pays-Bas        | 6 h 07 min 27 s |
| 2e | Wout van Aert        | Belgique    | Belgique        | + 1 min 37 s    |
| 3e | Tadej Pogačar        | Slovénie    | Slovénie        | + 1 min 45 s    |
| 4e | Mads Pedersen        | Danemark    | Danemark        | + 1 min 45 s    |
| 5e | Stefan Küng          | Suisse      | Suisse          | + 3 min 48 s    |
| 6e | Jasper Stuyven       | Belgique    | Belgique        | + 3 min 48 s    |
| 7e | Matthew Dinham       | Australie   | Australie       | + 3 min 48 s    |
| 8e | Toms Skujiņš         | Lettonie    | Lettonie        | + 3 min 48 s    |
| 9e | Tiesj Benoot         | Belgique    | Belgique        | + 3 min 48 s    |
| 10e | Alberto Bettiol      | Italie      | Italie          | + 4 min 03 s    |
| 11e | Neilson Powless      | États-Unis  | États-Unis      | + 4 min 20 s    |
| 12e | Dylan van Baarle     | Pays-Bas    | Pays-Bas        | + 4 min 24 s    |
| 13e | Mauro Schmid         | Suisse      | Suisse          | + 5 min 50 s    |
| 14e | Mattias Skjelmose    | Danemark    | Danemark        | + 6 min 22 s    |
| 15e | Valentin Madouas     | France      | France          | + 7 min 53 s    |
| 16e | John Degenkolb       | Allemagne   | Allemagne       | + 8 min 30 s    |
| 17e | Rasmus Tiller        | Norvège     | Norvège         | + 8 min 30 s    |
| 18e | Owain Doull          | Royaume-Uni | Grande-Bretagne | + 8 min 30 s    |
| 19e | Alex Aranburu        | Espagne     | Espagne         | + 8 min 30 s    |
| 20e | Kevin Vermaerke      | États-Unis  | États-Unis      | + 8 min 30 s    |
| 21e | Simon Clarke         | Australie   | Australie       | + 8 min 30 s    |
| 22e | Patrick Gamper       | Autriche    | Autriche        | + 8 min 30 s    |
| 23e | Krists Neilands      | Lettonie    | Lettonie        | + 8 min 55 s    |
| 24e | Petr Kelemen         | Tchéquie    | Tchéquie        | + 10 min 01 s   |
| 25e | Remco Evenepoel      | Belgique    | Belgique        | + 10 min 10 s   |

## Liste des participants
| Liste des participants | Liste des participants   | Liste des participants          | Liste des participants | Liste des participants |
| Num                    | Coureur                  | Équipe                          | Pos                    |                        |
| ---------------------- | ------------------------ | ------------------------------- | ---------------------- | ---------------------- |
| 1                      | Remco Evenepoel          | Belgique                        | 25e                    |                        |
| 2                      | Frederik Frison          | Belgique                        | AB                     |                        |
| 3                      | Jasper Philipsen         | Belgique                        | AB                     |                        |
| 4                      | Jasper Stuyven           | Belgique                        | 6e                     |                        |
| 5                      | Nathan Van Hooydonck     | Belgique                        | AB                     |                        |
| 6                      | Tiesj Benoot             | Belgique                        | 9e                     |                        |
| 7                      | Victor Campenaerts       | Belgique                        | AB                     |                        |
| 8                      | Wout van Aert            | Belgique                        | 2e                     |                        |
| 9                      | Yves Lampaert            | Belgique                        | 44e                    |                        |
| 10                     | Kasper Asgreen           | Danemark                        | AB                     |                        |
| 11                     | Mads Pedersen            | Danemark                        | 4e                     |                        |
| 12                     | Magnus Cort Nielsen      | Danemark                        | AB                     |                        |
| 13                     | Mattias Skjelmose        | Danemark                        | 14e                    |                        |
| 14                     | Michael Mørkøv           | Danemark                        | AB                     |                        |
| 15                     | Mikkel Bjerg             | Danemark                        | AB                     |                        |
| 16                     | Mikkel Honoré            | Danemark                        | AB                     |                        |
| 17                     | Søren Kragh Andersen     | Danemark                        | AB                     |                        |
| 18                     | Benoît Cosnefroy         | France                          | 47e                    |                        |
| 19                     | Bryan Coquard            | France                          | AB                     |                        |
| 20                     | Christophe Laporte       | France                          | AB                     |                        |
| 21                     | Florian Sénéchal         | France                          | AB                     |                        |
| 22                     | Julian Alaphilippe       | France                          | AB                     |                        |
| 23                     | Olivier Le Gac           | France                          | AB                     |                        |
| 24                     | Rémi Cavagna             | France                          | AB                     |                        |
| 25                     | Valentin Madouas         | France                          | 15e                    |                        |
| 26                     | Ben Swift                | Grande-Bretagne                 | AB                     |                        |
| 27                     | Ben Turner               | Grande-Bretagne                 | AB                     |                        |
| 28                     | Connor Swift             | Grande-Bretagne                 | 26e                    |                        |
| 29                     | Fred Wright              | Grande-Bretagne                 | AB                     |                        |
| 30                     | Jake Stewart             | Grande-Bretagne                 | AB                     |                        |
| 31                     | Luke Rowe                | Grande-Bretagne                 | AB                     |                        |
| 32                     | Owain Doull              | Grande-Bretagne                 | 18e                    |                        |
| 33                     | Samuel Watson            | Grande-Bretagne                 | AB                     |                        |
| 34                     | Alex Aranburu            | Espagne                         | 19e                    |                        |
| 35                     | Gonzalo Serrano          | Espagne                         | AB                     |                        |
| 36                     | Ion Izagirre             | Espagne                         | AB                     |                        |
| 37                     | Iván García Cortina      | Espagne                         | 30e                    |                        |
| 38                     | Jesús Ezquerra           | Espagne                         | AB                     |                        |
| 39                     | Jesús Herrada            | Espagne                         | AB                     |                        |
| 40                     | Roger Adrià              | Espagne                         | AB                     |                        |
| 41                     | Xabier Mikel Azparren    | Espagne                         | AB                     |                        |
| 42                     | Anže Skok                | Slovénie                        | AB                     |                        |
| 43                     | Domen Novak              | Slovénie                        | AB                     |                        |
| 44                     | Jaka Primožič            | Slovénie                        | AB                     |                        |
| 45                     | Kristjan Koren           | Slovénie                        | AB                     |                        |
| 46                     | Luka Mezgec              | Slovénie                        | AB                     |                        |
| 47                     | Matevž Govekar           | Slovénie                        | 33e                    |                        |
| 48                     | Tadej Pogačar            | Slovénie                        | 3e                     |                        |
| 49                     | Tilen Finkšt             | Slovénie                        | AB                     |                        |
| 50                     | Daan Hoole               | Pays-Bas                        | AB                     |                        |
| 51                     | Dylan van Baarle         | Pays-Bas                        | 12e                    |                        |
| 52                     | Jan Maas                 | Pays-Bas                        | AB                     |                        |
| 53                     | Mathieu van der Poel     | Pays-Bas                        | 1er                    |                        |
| 54                     | Mick van Dijke           | Pays-Bas                        | AB                     |                        |
| 55                     | Olav Kooij               | Pays-Bas                        | 45e                    |                        |
| 56                     | Oscar Riesebeek          | Pays-Bas                        | AB                     |                        |
| 57                     | Pascal Eenkhoorn         | Pays-Bas                        | AB                     |                        |
| 58                     | Alberto Bettiol          | Italie                          | 10e                    |                        |
| 59                     | Andrea Bagioli           | Italie                          | 39e                    |                        |
| 60                     | Daniel Oss               | Italie                          | AB                     |                        |
| 61                     | Filippo Baroncini        | Italie                          | AB                     |                        |
| 62                     | Kristian Sbaragli        | Italie                          | 34e                    |                        |
| 63                     | Lorenzo Rota             | Italie                          | 28e                    |                        |
| 64                     | Matteo Trentin           | Italie                          | AB                     |                        |
| 65                     | Simone Velasco           | Italie                          | 27e                    |                        |
| 66                     | Alexander Edmondson      | Australie                       | AB                     |                        |
| 67                     | Harry Sweeny             | Australie                       | AB                     |                        |
| 68                     | Kaden Groves             | Australie                       | AB                     |                        |
| 69                     | Luke Plapp               | Australie                       | AB                     |                        |
| 70                     | Luke Durbridge           | Australie                       | AB                     |                        |
| 71                     | Matthew Dinham           | Australie                       | 7e                     |                        |
| 72                     | Michael Matthews         | Australie                       | AB                     |                        |
| 73                     | Simon Clarke             | Australie                       | 21e                    |                        |
| 74                     | Fernando Gaviria         | Colombie                        | AB                     |                        |
| 75                     | Harold Tejada            | Colombie                        | AB                     |                        |
| 76                     | Jesús David Peña         | Colombie                        | AB                     |                        |
| 77                     | Sebastián Molano         | Colombie                        | AB                     |                        |
| 78                     | Rigoberto Urán           | Colombie                        | AB                     |                        |
| 79                     | Santiago Buitrago        | Colombie                        | AB                     |                        |
| 80                     | Walter Vargas            | Colombie                        | AB                     |                        |
| 81                     | Lawson Craddock          | États-Unis                      | AB                     |                        |
| 82                     | Kevin Vermaerke          | États-Unis                      | 20e                    |                        |
| 83                     | Lawrence Warbasse        | États-Unis                      | AB                     |                        |
| 84                     | Neilson Powless          | États-Unis                      | 11e                    |                        |
| 85                     | Sean Quinn               | États-Unis                      | AB                     |                        |
| 86                     | William Barta            | États-Unis                      | AB                     |                        |
| 87                     | Fabian Lienhard          | Suisse                          | AB                     |                        |
| 88                     | Marc Hirschi             | Suisse                          | AB                     |                        |
| 89                     | Mauro Schmid             | Suisse                          | 13e                    |                        |
| 90                     | Silvan Dillier           | Suisse                          | 43e                    |                        |
| 91                     | Stefan Bissegger         | Suisse                          | AB                     |                        |
| 92                     | Stefan Küng              | Suisse                          | 5e                     |                        |
| 93                     | Alexander Kristoff       | Norvège                         | AB                     |                        |
| 94                     | Andreas Leknessund       | Norvège                         | 50e                    |                        |
| 95                     | Edvald Boasson Hagen     | Norvège                         | AB                     |                        |
| 96                     | Jonas Abrahamsen         | Norvège                         | AB                     |                        |
| 97                     | Rasmus Tiller            | Norvège                         | 17e                    |                        |
| 98                     | Tobias Johannessen       | Norvège                         | 51e                    |                        |
| 99                     | André Carvalho           | Portugal                        | AB                     |                        |
| 100                    | João Almeida             | Portugal                        | AB                     |                        |
| 101                    | Nélson Oliveira          | Portugal                        | 46e                    |                        |
| 102                    | Ruben Guerreiro          | Portugal                        | AB                     |                        |
| 103                    | Jannik Steimle           | Allemagne                       | AB                     |                        |
| 104                    | John Degenkolb           | Allemagne                       | 16e                    |                        |
| 105                    | Jonas Rutsch             | Allemagne                       | 41e                    |                        |
| 106                    | Michel Hessmann          | Allemagne                       | AB                     |                        |
| 107                    | Nico Denz                | Allemagne                       | AB                     |                        |
| 108                    | Nils Politt              | Allemagne                       | AB                     |                        |
| 109                    | Lukas Pöstlberger        | Autriche                        | AB                     |                        |
| 110                    | Marco Haller             | Autriche                        | 31e                    |                        |
| 111                    | Michael Gogl             | Autriche                        | 35e                    |                        |
| 112                    | Patrick Gamper           | Autriche                        | 22e                    |                        |
| 113                    | Rainer Kepplinger        | Autriche                        | AB                     |                        |
| 114                    | Sebastian Schönberger    | Autriche                        | 38e                    |                        |
| 115                    | Ben Healy                | Irlande                         | AB                     |                        |
| 116                    | Cormac McGeough          | Irlande                         | AB                     |                        |
| 117                    | Dillon Corkery           | Irlande                         | AB                     |                        |
| 118                    | Rory Townsend            | Irlande                         | AB                     |                        |
| 119                    | Ryan Mullen              | Irlande                         | AB                     |                        |
| 120                    | Sam Bennett              | Irlande                         | AB                     |                        |
| 121                    | Benjamin Perry           | Canada                          | AB                     |                        |
| 122                    | Charles-Étienne Chrétien | Canada                          | AB                     |                        |
| 123                    | Derek Gee                | Canada                          | AB                     |                        |
| 124                    | Guillaume Boivin         | Canada                          | 36e                    |                        |
| 125                    | Hugo Houle               | Canada                          | AB                     |                        |
| 126                    | Nickolas Zukowsky        | Canada                          | 40e                    |                        |
| 127                    | Dawit Yemane             | Érythrée                        | AB                     |                        |
| 128                    | Henok Mulubrhan          | Érythrée                        | AB                     |                        |
| 129                    | Natnael Berhane          | Érythrée                        | AB                     |                        |
| 130                    | Corbin Strong            | Nouvelle-Zélande                | AB                     |                        |
| 131                    | George Bennett           | Nouvelle-Zélande                | AB                     |                        |
| 132                    | James Oram               | Nouvelle-Zélande                | AB                     |                        |
| 133                    | Laurence Pithie          | Nouvelle-Zélande                | AB                     |                        |
| 134                    | Ryan Christensen         | Nouvelle-Zélande                | 48e                    |                        |
| 135                    | Alexey Lutsenko          | Kazakhstan                      | 49e                    |                        |
| 136                    | Dmitriy Gruzdev          | Kazakhstan                      | AB                     |                        |
| 137                    | Gleb Brussenskiy         | Kazakhstan                      | AB                     |                        |
| 138                    | Igor Chzhan              | Kazakhstan                      | AB                     |                        |
| 139                    | Yevgeniy Fedorov         | Kazakhstan                      | NP                     |                        |
| 140                    | Emīls Liepiņš            | Lettonie                        | 29e                    |                        |
| 141                    | Krists Neilands          | Lettonie                        | 23e                    |                        |
| 142                    | Martin Pluto             | Lettonie                        | AB                     |                        |
| 143                    | Toms Skujiņš             | Lettonie                        | 8e                     |                        |
| 144                    | Jefferson Cepeda         | Équateur                        | AB                     |                        |
| 145                    | Jhonatan Narváez         | Équateur                        | AB                     |                        |
| 146                    | Jonathan Caicedo         | Équateur                        | AB                     |                        |
| 147                    | Adam Ťoupalík            | Tchéquie                        | 42e                    |                        |
| 148                    | Mathias Vacek            | Tchéquie                        | AB                     |                        |
| 149                    | Michael Boroš            | Tchéquie                        | 37e                    |                        |
| 150                    | Petr Kelemen             | Tchéquie                        | 24e                    |                        |
| 151                    | Michał Kwiatkowski       | Pologne                         | AB                     |                        |
| 152                    | Adil El Arbaoui          | Maroc                           | AB                     |                        |
| 153                    | El Houçaine Sabbahi      | Maroc                           | AB                     |                        |
| 154                    | Mohcine El Kouraji       | Maroc                           | AB                     |                        |
| 155                    | Omar El Gouzi            | Maroc                           | AB                     |                        |
| 156                    | Márton Dina              | Hongrie                         | AB                     |                        |
| 157                    | Callum Ormiston          | Afrique du Sud                  | AB                     |                        |
| 158                    | Daryl Impey              | Afrique du Sud                  | AB                     |                        |
| 159                    | Morne van Niekerk        | Afrique du Sud                  | AB                     |                        |
| 160                    | Ryan Gibbons             | Afrique du Sud                  | AB                     |                        |
| 161                    | Yacine Hamza             | Algérie                         |                        |                        |
| 162                    | Youcef Reguigui          | Algérie                         |                        |                        |
| 163                    | Matúš Štoček             | Slovaquie                       | AB                     |                        |
| 164                    | Peter Sagan              | Slovaquie                       | AB                     |                        |
| 165                    | Yukiya Arashiro          | Japon                           | AB                     |                        |
| 166                    | Alex Kirsch              | Luxembourg                      | AB                     |                        |
| 167                    | Cédric Pries             | Luxembourg                      | AB                     |                        |
| 168                    | Kevin Geniets            | Luxembourg                      | AB                     |                        |
| 169                    | Tom Wirtgen              | Luxembourg                      | AB                     |                        |
| 170                    | Jambaljamts Sainbayar    | Mongolie                        | AB                     |                        |
| 171                    | Itamar Einhorn           | Israël                          | AB                     |                        |
| 172                    | Nicolás Tivani           | Argentine                       | AB                     |                        |
| 173                    | Geórgios Boúglas         | Grèce                           | AB                     |                        |
| 174                    | Anatoliy Budyak          | Ukraine                         | AB                     |                        |
| 175                    | Eric Fagúndez            | Uruguay                         | AB                     |                        |
| 176                    | José Alarcón             | Venezuela                       | AB                     |                        |
| 177                    | Eric Manizabayo          | Rwanda                          | AB                     |                        |
| 178                    | Jason Huertas            | Costa Rica                      | AB                     |                        |
| 179                    | Su Haoyu                 | Chine                           | AB                     |                        |
| 180                    | Christopher Lagane       | Maurice                         | AB                     |                        |
| 181                    | Lucas Eriksson           | Suède                           | AB                     |                        |
| 182                    | Manuel Lira              | Chili                           | AB                     |                        |
| 183                    | Nícolas Sessler          | Brésil                          | AB                     |                        |
| 184                    | Muradjan Halmuratov      | Ouzbekistan                     | AB                     |                        |
| 185                    | Andréas Miltiádis        | Chypre                          | AB                     |                        |
| 186                    | Darel Christopher Jr.    | îles Vierges britanniques       | AB                     |                        |
| 187                    | Charles Kagimu           | Ouganda                         | AB                     |                        |
| 188                    | Cammie Adams             | Saint-Vincent-et-les-Grenadines | AB                     |                        |
| 189                    | Victor Langellotti       | Monaco                          | AB                     |                        |
| 190                    | Briton John              | Guyana                          | AB                     |                        |
| 191                    | Aidan Buttigieg          | Malte                           | AB                     |                        |
| 192                    | Eliezer Soares           | Cap-Vert                        | AB                     |                        |
| 193                    | Hasani Hennis            | Anguilla                        | AB                     |                        |
| 194                    | Rien Schuurhuis          | Vatican                         | AB                     |                        |
| 195                    | Carlos Samudio           | Panama                          | AB                     |                        |